# Seznam katastrálních území v okrese Brno-město
Zde je uveden kompletní výčet katastrálních území okresu Brno-město, včetně jejich rozlohy, evidenčních částí obce a městských částí, které na nich leží.

## Seznam katastrálních území
V okrese Brno-město se nachází 48 katastrálních území, celková rozloha okresu činí 230,18 km².
| Název KÚ               | Části obce             | Městské části                              | Výměra (v km²) |
| ---------------------- | ---------------------- | ------------------------------------------ | -------------- |
| Bohunice               | Bohunice               | Brno-Bohunice                              | 3,02           |
| Bosonohy               | Bosonohy               | Brno-Bosonohy                              | 7,15           |
| Brněnské Ivanovice     | Brněnské Ivanovice     | Brno-Tuřany                                | 4,17           |
| Bystrc                 | Bystrc                 | Brno-Bystrc                                | 27,26          |
| Černá Pole             | Černá Pole             | Brno-sever, Brno-střed, Brno-Královo Pole  | 2,46           |
| Černovice              | Černovice              | Brno-Černovice                             | 6,29           |
| Dolní Heršpice         | Dolní Heršpice         | Brno-jih                                   | 3,13           |
| Dvorska                | Dvorska                | Brno-Tuřany                                | 2,23           |
| Holásky                | Holásky                | Brno-Tuřany                                | 1,83           |
| Horní Heršpice         | Horní Heršpice         | Brno-jih                                   | 3,77           |
| Husovice               | Husovice               | Brno-sever                                 | 1,32           |
| Chrlice                | Chrlice                | Brno-Chrlice                               | 9,49           |
| Ivanovice              | Ivanovice              | Brno-Ivanovice                             | 2,45           |
| Jehnice                | Jehnice                | Brno-Jehnice                               | 4,07           |
| Jundrov                | Jundrov                | Brno-Jundrov, Brno-Kohoutovice             | 4,15           |
| Kníničky               | Kníničky               | Brno-Kníničky                              | 10,93          |
| Kohoutovice            | Kohoutovice            | Brno-Kohoutovice                           | 2,38           |
| Komárov                | Komárov                | Brno-jih                                   | 1,66           |
| Komín                  | Komín                  | Brno-Komín                                 | 7,60           |
| Královo Pole           | Královo Pole           | Brno-Královo Pole                          | 5,50           |
| Lesná                  | Lesná                  | Brno-sever                                 | 2,58           |
| Líšeň                  | Líšeň                  | Brno-Líšeň                                 | 15,71          |
| Maloměřice             | Maloměřice             | Brno-Maloměřice a Obřany, Brno-Vinohrady   | 4,06           |
| Medlánky               | Medlánky               | Brno-Medlánky                              | 3,51           |
| Město Brno             | Brno-město             | Brno-střed                                 | 1,19           |
| Mokrá Hora             | Mokrá Hora             | Brno-Řečkovice a Mokrá Hora                | 0,88           |
| Nový Lískovec          | Nový Lískovec          | Brno-Nový Lískovec, Brno-Starý Lískovec    | 1,65           |
| Obřany                 | Obřany                 | Brno-Maloměřice a Obřany                   | 5,28           |
| Ořešín                 | Ořešín                 | Brno-Ořešín                                | 3,06           |
| Pisárky                | Pisárky                | Brno-střed, Brno-Kohoutovice, Brno-Jundrov | 4,67           |
| Ponava                 | Ponava                 | Brno-Královo Pole                          | 1,60           |
| Přízřenice             | Přízřenice             | Brno-jih                                   | 3,82           |
| Řečkovice              | Řečkovice              | Brno-Řečkovice a Mokrá Hora                | 6,68           |
| Sadová                 | Sadová                 | Brno-Královo Pole                          | 2,82           |
| Slatina                | Slatina                | Brno-Slatina                               | 5,83           |
| Soběšice               | Soběšice               | Brno-sever                                 | 6,06           |
| Staré Brno             | Staré Brno             | Brno-střed                                 | 1,68           |
| Starý Lískovec         | Starý Lískovec         | Brno-Starý Lískovec, Brno-Nový Lískovec    | 3,28           |
| Stránice               | Stránice               | Brno-střed                                 | 0,93           |
| Štýřice                | Štýřice                | Brno-střed                                 | 3,33           |
| Trnitá                 | Trnitá                 | Brno-střed, Brno-jih                       | 1,90           |
| Tuřany                 | Tuřany                 | Brno-Tuřany                                | 9,61           |
| Útěchov u Brna         | Útěchov                | Brno-Útěchov                               | 1,18           |
| Veveří                 | Veveří                 | Brno-střed                                 | 1,98           |
| Zábrdovice             | Zábrdovice             | Brno-sever, Brno-Židenice, Brno-střed      | 1,64           |
| Žabovřesky             | Žabovřesky             | Brno-Žabovřesky                            | 4,35           |
| Žebětín                | Žebětín                | Brno-Žebětín                               | 13,59          |
| Židenice               | Židenice               | Brno-Židenice, Brno-Vinohrady              | 6,47           |
| Celková výměra (v km²) | Celková výměra (v km²) | Celková výměra (v km²)                     | 230,18         |

## Zrušená katastrální území
V této tabulce jsou uvedena katastrální území na území dnešního okresu Brno-město, která byla v minulosti zrušena.
| Název KÚ                   | Historická sídla                      | Rok vzniku | Vyčleněno z KÚ             | Rok zrušení | Začleněno do KÚ                        |
| -------------------------- | ------------------------------------- | ---------- | -------------------------- | ----------- | -------------------------------------- |
| Dolní a Horní Cejl         | Dolní Cejl, Horní Cejl                |            |                            | 1969        | Zábrdovice, Černá Pole                 |
| Josefov                    | Josefov                               |            |                            | 1941        | Město Brno                             |
| Kamenný Mlýn               | Kamenný Mlýn                          | 1897       | Žabovřesky                 | 1927        | Žabovřesky                             |
| Kožená                     | Kožená                                |            |                            | 1941        | Město Brno                             |
| Křenová                    | Křenová                               |            |                            | 1941        | Město Brno, Trnitá, Dolní a Horní Cejl |
| Křížová                    | Křížová                               |            |                            | 1970        | Staré Brno, Pisárky, Stránice, Veveří  |
| Lužánky                    | Velká Nová Ulice                      | 1969       | Velká Nová Ulice a Červená | 1979        | Veveří, Černá Pole                     |
| Malá Nová Ulice            | Malá Nová Ulice, Augustiniánská Ulice |            |                            | 1941        | Špilberk                               |
| Na Hrázi a Příkop          | Na Hrázi, Příkop                      |            |                            | 1941        | Město Brno                             |
| Náhon                      | Náhon                                 |            |                            | 1941        | Trnitá                                 |
| Nové Moravany              | Nové Moravany                         | 1960       | Moravany u Brna            | 1972        | Horní Heršpice                         |
| Nové Sady                  | Nové Sady                             |            |                            | 1968        | Staré Brno                             |
| Pekařská                   | Pekařská                              |            |                            | 1941        | Město Brno, Špilberk                   |
| Silniční                   | Silniční                              |            |                            | 1942        | Město Brno                             |
| Staré Brno II              | —                                     | 1883       | Horní Heršpice             | 1915        | Staré Brno                             |
| Špilberk                   | —                                     |            |                            | 1969        | Město Brno                             |
| Švábka                     | Švábka                                |            |                            | 1941        | Špilberk                               |
| U Svaté Anny               | U Svaté Anny                          |            |                            | 1941        | Špilberk                               |
| V Jirchářích               | V Jirchářích                          |            |                            | 1941        | Špilberk                               |
| Velká Nová Ulice a Červená | Velká Nová Ulice, Červená Ulice       |            |                            | 1970        | Lužánky, Ponava, Veveří                |
| Zábrdovice II              | —                                     | 1869       | Černovice                  | 1936        | Zábrdovice                             |